# Schönewerda
Schönewerda ist ein Ortsteil der Landgemeinde Stadt Roßleben-Wiehe in Thüringen. Der Ort liegt im Ostteil des Kyffhäuserkreises, hat ca. 590 Einwohner und grenzt an Sachsen-Anhalt.

## Lage
Schönewerda liegt nördlich der Unstrut in der Aue zwischen Finne und Ziegelrodaer Forst. Der Ort befindet sich nahe der Grenze zu Sachsen-Anhalt. Durch das Dorf führt die Landesstraße 1218. Die Kerngemeinde  Stadt Roßleben liegt südöstlich von Schönewerda direkt an der Grenze zu Sachsen-Anhalt.

## Geschichte
Der heutige Ort Schönewerda wurde aus zwei Ortsteilen gebildet. Dies ist noch heute von seiner Unstrutseite oder aus der Luft zu erkennen. Erst 1936 wurden die Orte Eßmannsdorf und Schönewerda zur Gemeinde Schönewerda vereinigt. Wobei das östlich gelegene Eßmannsdorf weitaus älter als Schönewerda ist. Es erscheint bereits in dem zwischen 880 und 899 entstandenen Hersfelder Zehntverzeichnis als Hessimesdorf.
Da nach dem Tod des Bottendorfer Pfalzgrafen Friedrich IV: auch die Ortschaften Eßmannsdorf und Schönewerda an die Grafen von Anhalt fielen, muss dessen Todestag als Ersterwähnung angenommen werden. Das über 1200-jährige Eßmannsdorf war also das Dorf des Hessimo. Schönewerda selbst könnte unter dem Einfluss einwandernder Flamen im 12. Jahrhundert entstanden sein. Die Silbe „Werda“ im Ortsnamen ist von dem Begriff Werder abgeleitet und weist auf die Insellage des Ortes hin. Im Mittelalter konnte man Schönewerda nur über Zugbrücken betreten. Die Unstrutgemeinde lag an einer Handelsstraße, dem sogenannten Kärnerweg, der vom Pass bei Harras über Querfurt nach Halle und über Allstedt nach Eisleben führte. Die Grafen von Orlamünde, die Besitzer dieses Fleckens, bestätigten in zwei Urkunden von 1310 und 1325 den Kaufleuten des Ortes besondere Rechte. Nach dem Thüringer Grafenkrieg (1342–1345) verloren die Grafen von Orlamünde ihre Macht. Völlig überschuldet verkauften sie den Wendelstein an den landgräflichen Hofrichter Christian von Witzleben, welcher von seinem Landesherrn auch mit dem Dorf Schönewerda belehnt wurde. Schönewerda hatte trotz der Bezeichnung Ratskeller, kein Stadtrecht, aber Markt durfte abgehalten werden und auch dies war bereits ein großes Privileg. Im sächsischen Bruderkrieg (1444–1451) zwischen den beiden Söhnen des Kurfürsten Friedrich der Streitbare wurden auch Eßmannsdorf und Schönewerda von den Kriegshorden arg in Mitleidenschaft gezogen.-Im Jahr 1628 verlor Schönewerda seine Selbständigkeit an die Herren von Geusau. Schlimm war für die Unstrutgemeinde der Durchzug der Schweden im Dreißigjährigen Krieg. Kaum ein Stein blieb auf dem anderen. Der Ort hatte sich kaum vom Krieg erholt, als im Jahr 1753 ein Großbrand alles wieder zerstörte. In den Wirren der napoleonischen Gewaltherrschaft wurde Schönewerda im Jahr 1806 von französischen Reitern gebrandschatzt.
Am 1. April 1999 wurde Schönewerda nach Roßleben eingemeindet. Die Stadt Roßleben wiederum fusionierte am 1. Januar 2019 mit der Stadt Wiehe sowie den Gemeinden Donndorf und Nausitz zu der neuen Stadt- und Landgemeinde Roßleben-Wiehe.

## Sehenswürdigkeiten
- Kirche St. Johannes (Schönewerda)